# Ковальова (Малопольське воєводство)
Ковальова (пол. Kowalowa) — село в Польщі, у гміні Риглиці Тарновського повіту Малопольського воєводства.
Населення — 1014 осіб (2011).
У 1975—1998 роках село належало до Тарновського воєводства.

## Географія
Селом протікає річка Шведка.

## Демографія
Демографічна структура станом на 31 березня 2011 року:
|          | Загалом | Допрацездатний вік | Працездатний вік | Постпрацездатний вік |
| -------- | ------- | ------------------ | ---------------- | -------------------- |
| Чоловіки | 500     | 123                | 328              | 49                   |
| Жінки    | 514     | 124                | 300              | 90                   |
| Разом    | 1014    | 247                | 628              | 139                  |